# Andrejs Pavlovs
Andrejs Pavlovs (ur. 22 lutego 1979 w Rydze) – piłkarz łotewski grający na pozycji bramkarza.

## Kariera klubowa
Karierę piłkarską Pavlovs rozpoczął w rodzinnej Rydze, w klubie o nazwie FK Policija. W 2000 roku zadebiutował w jego barwach w pierwszej lidze łotewskiej, a w 2001 roku odszedł do najbardziej utytułowanego klubu w kraju, Skonto Ryga. Tam był jednak rezerwowym dla Andrejsa Piedelsa, reprezentanta kraju. Przez cztery sezony rozegrał tylko 25 spotkań i miał mały udział w czterokrotnym z rzędu wywalczeniu mistrzostwa Łotwy w latach 2001–2004. W 2001 i 2002 roku zdobył także Puchar Łotwy. W 2005 roku Andrejs odszedł do lokalnego rywala Skonto, FK Ryga. W 2007 roku zajął z FK trzecie miejsce w lidze, a w 2008 został bramkarzem mistrza kraju, FK Ventspils. W 2009 roku grał w Szachciorze Soligorsk, a następnie odszedł do Akritas Chlorakas, a następnie AEP Pafos.

## Kariera reprezentacyjna
W reprezentacji Łotwy Pavlovs zadebiutował w 2002 roku. W 2004 roku został powołany przez Aleksandrsa Starkovsa do kadry na Euro 2004. Tam był rezerwowym dla Aleksandrsa Koļinki i nie wystąpił w żadnym spotkaniu.